# Clemens Heitmann (Politiker)
Clemens August Heitmann (* 18. August 1818 in Bevergern; † Juli 1894 in Dorsten) war ein deutscher Richter und Parlamentarier.

## Leben
Clemens Heitmann studierte Rechtswissenschaften an den Universitäten Berlin, Heidelberg und Bonn. 1839 wurde er Mitglied des Corps Saxonia Bonn. Nach dem Studium schlug er die Richterlaufbahn ein. Von 1849 bis 1879 war er Kreisrichter und anschließend Amtsgerichtsrat in Dorsten.
Heitmann saß 1853–1855 als Abgeordneter des Wahlkreises Münster 4 im Preußischen Abgeordnetenhaus. Er gehörte der Katholischen Fraktion an.